# DOAP
DOAP (англ. Description of a Project — описание проекта) — это RDF схема и XML словарь свойств, а также набор инструментов для описания проектов разработки программного обеспечения, в частности свободного ПО. Эта схема предназначена для обмена данными между каталогами программного обеспечения и для децентрализированного выражения участия в проектах.
Инструмент был создан и разработан Эддом Дамбиллом для передачи семантической мета-информации, связанной с проектами с открытым исходным кодом.

## Использование
В настоящее время генераторы, валидаторы, просмоторщики и конвертаторы позволяют многим проектам включаться в семантическую паутину. На Freshmeat уже 43 тысячи проектов опубликованы с использованием DOAP. В настоящее время он используется в Mozilla Foundation на странице проекта и в ряде других репозиториев программного обеспечения, в частности в Python Package Index.
Основные свойства: doap:homepage, doap:developer, doap:programming-language, doap:os

## Примеры
Ниже приведен пример в RDF/XML:
```
 
<rdf:RDF
 
xmlns:rdf=
"http://www.w3.org/1999/02/22-rdf-syntax-ns#"
 
xmlns:doap=
"http://usefulinc.com/ns/doap#"
>

  
<doap:Project>

   
<doap:name
 
xml:lang=
"en"
>
Example
 
project
</doap:name>

   
<doap:name
 
xml:lang=
"ru"
>
Пример
 
проекта
</doap:name>

   
<doap:homepage
 
rdf:resource=
"http://example.com"
 
/>

   
<doap:programming-language>
javascript
</doap:programming-language>

   
<doap:license
 
rdf:resource=
"http://example.com/doap/licenses/gpl"
/>

  
</doap:Project>

 
</rdf:RDF>

```

Остальные свойства Implements specification, anonymous root, platform, browse, mailing list, category, description, helper, tester, short description, audience, screenshots, translator, module, documenter, wiki, repository, name, repository location, language, service endpoint, created, download mirror, vendor, old homepage, revision, download page, license, bug database, maintainer, blog, file-release и release.